# Саутгемптон (аеропорт)
Аеропорт Саутгемптон (англ. Southampton Airport, (IATA: SOU, ICAO: EGHI)) — міжнародний аеропорт у Саутгемптоні, Гемпшир, Англія. Аеропорт розташовано за 6,5 км NE від центру Саутгемптона.
Аеропорт є хабом для:
- Flybe

## Авіалінії та напрямки, червень 2023
| Авіакомпанія    | Пункт призначення                                                                                         |
| --------------- | --- |
| Aer Lingus      | Белфаст-Сіті, Дублін                                                                                      |
| Aurigny         | Олдерні, Гернсі                                                                                           |
| British Airways | Сезонні: Аліканте, Бержерак, Шамбері, Дублін, Единбург, Фару, Лімож, Малага, Пальма-де-Майорка, Зальцбург |
| Eastern Airways | Манчестер (з 11 вересня 2023), Париж–Орлі                                                                 |
| easyJet         | Белфаст-Міжнародний (з 29 жовтня 2023), Глазго (з 2 листопада 2023) Сезонний: Женева                      |
| KLM             | Амстердам (завершення 30 березня 2019)                                                                    |
| Loganair        | Абердин, Единбург, Глазго, Ньюкасл, Осло-Гардермуен, Сторновей                                            |

## Статистика
|                                 | Пасажирообіг | Авіатрафік | Вантажообіг (тонн) |
| ------------------------------- | ------------ | ---------- | ------------------ |
| 2001                            | 857,670      | 48,204     | 332                |
| 2002                            | 789,325      | 46,767     | 382                |
| 2003                            | 1,218,634    | 51,423     | 322                |
| 2004                            | 1,530,776    | 54,484     | 272                |
| 2005                            | 1,835,784    | 58,045     | 204                |
| 2006                            | 1,912,979    | 55,786     | 195                |
| 2007                            | 1,965,686    | 54,183     | 297                |
| 2008                            | 1,945,993    | 50,689     | 264                |
| 2009                            | 1,789,901    | 45,502     | 209                |
| 2010                            | 1,733,690    | 45,350     | 116                |
| 2011                            | 1,762,076    | 45,700     | 132                |
| 2012                            | 1,694,120    | 43,284     | 359                |
| 2013                            | 1,722,758    | 40,501     | 133                |
| 2014                            | 1,831,732    | 40,374     | 133                |
| 2015                            | 1,789,470    | 39,379     | 185                |
| 2016                            | 1,947,052    | 42,824     | 173                |
| Source: CAA Official Statistics |              |            |                    |

## Наземний транспорт
Аеропорт Саутгемптона обслуговується залізничною станцією Аеропорт Саутгемптон на South Western Main Line, що прямує від станції Лондон-Ватерлоо і Вінчестера до Саутгемптону, Борнмуту і Пулу.
Аеропорт також розташований неподалік від переходів на шосе M3 і M27, які ведуть в Саутгемптон, Вінчестер, Борнмут і Портсмут.